# 大村正雄
大村 正雄（おおむら まさお、1878年10月1日 - 没年不詳）は、日本の俳優である。本名早坂 正巳（はやさか まさみ）。芸名の表記は大村 正夫、大村 正男と揺れがある。新派の舞台俳優としてキャリアをスタートし、黎明期の日活向島撮影所を支えたスター俳優として知られる。

## 人物・来歴
1878年（明治11年）10月1日、秋田県北秋田郡大館町（現在の同県大館市）に生まれる。
東京に移り、満18歳を迎える1896年（明治29年）、東京府東京市神田区三崎町（現在の東京都千代田区神田三崎町）にあった、川上音二郎の川上座（のちの改良座、現存せず）で初舞台を踏んだ。以降、新派の舞台俳優として、各地の舞台に立った。1918年（大正7年）に発行された『花形活動俳優内証話』によれば、東京に来た経緯は、地元の旧制中学校を2年で中途退学して東京に移り、専修学校（現在の専修大学）に入学、その後、東京専門学校（現在の早稲田大学）に移ったとされている。同書には、佐藤歳三、井上正夫の一座にいたこともあるという記述もある。
田村成義の『續々歌舞伎年代記』によれば、1901年（明治34年）1月には改良座の『有喜世御殿』に出演、「執事岩淵猛」を演じたほか、同年2月の同座では『狂美人』の「川口包明」、同年3月の同座では『あたりやおきん』の「支那人阿轅・栗野外交官」、同年8月の同座での『財産の行衛』で「渡邊文吉」、1902年（明治35年）7月、浅草の宮戸座で『新華族』の「井上甚六・番頭久七」、同年8月、改良座にもどって『當り的』で「書生君塚覚」、翌1903年（明治36年）4月、浅草・常盤座での『後のお梅』で「寺男八助」を演じた記録が残っている。
1913年（大正2年）、日活向島撮影所に入社して映画俳優となり、満35歳となった同年12月に公開された『橘花子』（監督小口忠）に主演している。1919年（大正8年）、リメイク版『復活』（田中栄三）や、『恋の津満子』（監督小口忠）に出演後、同社を退社し、舞台に戻る。
1922年（大正11年）、国際活映（国活）に入社、かつて日活向島撮影所にいた細山喜代松の監督作に出演する。1923年（大正12年）に発行された『現代俳優名鑑』によれば、当時、大村は東京府北豊島郡尾久村大字上尾久（現在の東京都荒川区西尾久）に住み、身長は5尺4寸2分（約164.2センチメートル）、体重16貫200匁（約60.8キログラム）、喫煙習慣はなく、登山と政治を趣味とした。同年4月には国活が経営危機に陥り、前年に日活向島撮影所から国活に移籍していた衣笠貞之助、島田嘉七、宮島健一らとともに、京都に牧野省三が設立したマキノ映画製作所へ移籍、おなじく日活向島出身の桝本清が監督した『再生』に出演し、同作は同年7月3日に公開されたが、同作以降の映画出演歴が不明である。したがって、満45歳以降の消息は不明で、没年不詳となっている。

## フィルモグラフィ
クレジットはすべて「出演」である。公開日の右側には役名、および東京国立近代美術館フィルムセンター（NFC）、マツダ映画社所蔵等の上映用プリントの現存状況についても記す。同センター等に所蔵されていないものは、とくに1940年代以前の作品についてはほぼ現存しないフィルムである。資料によってタイトルの異なるものは併記した。

### 日活向島撮影所

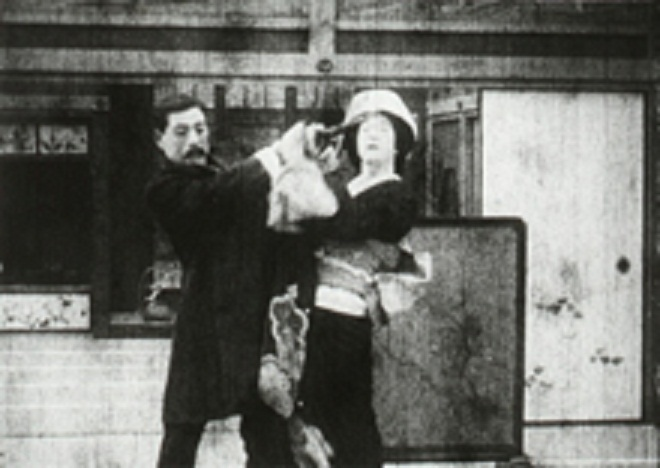
『うき世』（1916年）出演時、満37歳。左が大村、右が立花貞二郎。

すべて製作は「日活向島撮影所」、配給は「日活」、すべてサイレント映画である。
- 『橘花子』 : 監督小口忠、1913年12月製作・公開 - 主演

- 『松風村雨』 : 監督不明、原作佐藤紅緑、1914年4月製作・公開
- 『花の夢』 : 監督不明、原作佐藤紅緑、1914年5月製作・公開
- 『カチューシャ』（『復活』） : 監督細山喜代松、脚本桝本清、原作レフ・トルストイ、1914年10月31日公開

- 『後のカチューシャ』 : 監督細山喜代松、脚本桝本清、原作レフ・トルストイ、1915年1月製作・公開
- 『鳩の家』 : 監督細山喜代松、1915年6月製作・公開
- 『弁天お小夜』[3][4][5]（『秘密世界』[5]） : 監督細山喜代松、原作江見水蔭、1915年8月製作・公開
- 『狂美人』（『サロメ劇』） : 監督細山喜代松、1915年8月製作・公開
- 『カチューシャ続々篇』 : 監督細山喜代松、脚本桝本清、原作レフ・トルストイ、1915年10月24日公開

- 『うき世』[3][4][5]（『浮世』[5]） : 監督不明、原作柳川春葉、1916年3月製作・公開 - 部分欠損あるが現存（早稲田大学演劇博物館所蔵[9]）
- 『岩しみず』 : 監督不明、1916年5月28日公開
- 『うき雲』 : 監督不明、1916年6月15日公開
- 『伯爵御次男』 : 監督不明、1916年7月25日公開
- 『初恋』 : 監督不明、原作小杉天外、1916年7月26日公開
- 『蝉しぐれ』 : 監督不明、1916年8月1日公開
- 『侠芸者』 : 監督不明、1916年8月15日公開
- 『義涙侠涙』 : 監督不明、1916年8月25日公開
- 『むら雲』 : 監督不明、1916年8月30日公開 - 主演
- 『夜の鶴』 : 監督不明、1916年9月5日公開
- 『磯千鳥』 : 監督不明、1916年9月10日公開
- 『怨みの鐘』 : 監督不明、1916年9月15日公開 - 主演
- 『みだれ菊』 : 監督不明、1916年9月25日公開
- 『ホトトギス』 : 監督不明、1916年10月1日公開
- 『女舞鶴』 : 監督不明、1916年10月8日公開
- 『恋の仇波』 : 監督不明、1916年10月21日公開
- 『お夏文代』 : 監督不明、原作菊池幽芳、1916年11月2日公開
- 『散り紅葉』 : 監督不明、1916年11月3日公開
- 『残んの月』[5]（『残月』[3][4]） : 監督不明、1916年11月8日公開 - 主演
- 『鹿笛』 : 監督不明、1916年11月20日公開
- 『木枯し』[3][5]（『木枯らし』[4]） : 監督不明、1916年11月29日公開 - 主演
- 『鬼いばら』 : 監督不明、1916年12月7日公開 - 主演
- 『想夫憐』 : 監督不明、原作渡辺霞亭、1916年12月8日公開 - 主演
- 『北浜あらし』[3]（『北浜嵐』[5]『北浜嵐し』[4]） : 監督不明、1916年12月18日公開 - 主演
- 『裾野』 : 監督不明、1916年12月製作・公開
- 『吉丁字』 : 監督不明、1916年12月31日公開 - 主演
- 『孝女白菊』 : 監督不明、1916年12月31日公開

- 『二人静』 : 監督小口忠、脚本新海文次郎、原作柳川春葉、1917年1月14日公開 - 主演
- 『あかね染』 : 監督不明、1917年1月14日公開
- 『あわ雪』 : 監督不明、1917年1月26日公開
- 『竜巻』 : 監督不明、原作渡辺霞亭、1917年2月1日公開
- 『罪の子』 : 監督不明、1917年2月5日公開
- 『憂き身』 : 監督不明、原作柳川春葉、1917年2月15日公開 - 主演
- 『若き女の半生』 : 監督不明、1917年2月15日公開 - 主演
- 『迷の夢』[3][4]（『迷ひき夢』[5]） : 監督不明、1917年2月28日公開 - 主演
- 『通夜物語』 : 監督小口忠、原作泉鏡花、1917年3月1日公開
- 『毒草』 : 監督小口忠、脚本桝本清、原作菊池幽芳、1917年3月11日公開
- 『八重霞』 : 監督不明、1917年3月11日公開
- 『春の炎』[3][4]（『春の焔』[5]） : 監督不明、1917年3月28日公開
- 『己が罪』 : 監督不明、原作菊池幽芳、1917年4月7日公開 - 主演
- 『故郷』[3][4]（『春の雲』[3][4][5]『花の雲』[5]） : 監督不明、脚本桝本清、1917年4月13日公開
- 『春の海』 : 監督不明、原作渡辺霞亭、1917年4月23日公開 - 主演
- 『都鳥』 : 監督不明、1917年4月28日公開
- 『銀の鍵』 : 監督不明、1917年5月6日公開
- 『小松島』 : 監督不明、原作青木緑園、1917年5月7日公開
- 『結婚の夜』（『婚礼の夜』[5]） : 監督不明、製作日活京都撮影所、1917年5月11日公開
- 『捨小舟』 : 監督不明、1917年5月20日公開
- 『旅衣』 : 監督不明、1917年5月21日公開 - 主演
- 『後の仇浪宮島心中』（『宮島心中』[5]） : 監督不明、1917年6月1日公開 - 主演
- 『誘惑』 : 監督小口忠、脚本桝本清、原作徳田秋声、1917年6月10日公開 - 泰造[10]
- 『青葉の宿』[4][5]（『若葉の宿』） : 監督不明、1917年6月11日公開 - 主演
- 『雨夜の女』 : 監督不明、1917年6月21日公開
- 『露の契』（『露のちぎり』[4][5]） : 監督不明、1917年6月30日公開
- 『無縁の塔婆』[4][5]（『無縁の搭婆』[3]） : 監督不明、1917年7月13日公開
- 『浪まくら』（『浪枕』[5]） : 監督不明、1917年7月22日公開 - 主演
- 『夕刊売』 : 監督不明、1917年7月28日公開
- 『恋の一念』 : 監督不明、1917年8月12日公開
- 『女ごころ』（『女心』[5]） : 監督不明、1917年8月26日公開 - 石川英吉
- 『子故の闇』 : 監督不明、1917年9月9日公開
- 『白萩』 : 監督不明、1917年9月9日公開
- 『木の間の月』（『樹間の月』[5]） : 監督不明、1917年9月30日公開
- 『秋の声』[3][4]（『三人少尉』[3][4][5]） : 監督不明、1917年10月7日公開
- 『姫百合』 : 監督不明、1917年10月7日公開
- 『さんざ時雨』 : 監督不明、1917年10月17日公開
- 『手向の曲』 : 監督不明、1917年10月18日公開
- 『孔雀草』 : 監督不明、1917年10月31日公開
- 『秋之助とお澄』 : 監督不明、1917年11月12日公開
- 『雁のたより』（『雁の便り』[5]） : 監督不明、1917年11月29日公開
- 『霜夜の月』 : 監督不明、1917年12月10日公開
- 『黒潮』 : 監督不明、1917年12月14日公開
- 『女の誓』 : 監督不明、1917年12月31日公開
- 『落椿』 : 監督不明、1918年1月11日公開
- 『七色指環』 : 監督小口忠、脚本田中栄三、1918年1月13日公開 - 主演
- 『女気質』 : 監督小口忠、1918年2月1日公開
- 『犠牲』 : 監督小口忠、1918年2月1日公開
- 『二人娘』 : 監督小口忠、脚本桝本清、1918年2月28日公開
- 『忘れ子』（『わすれ子』[5]） : 監督小口忠、原作渡辺黙扇、1918年2月28日公開
- 『暁』 : 監督田中栄三、脚本岩崎春禾、原作岡本綺堂、1918年3月16日公開
- 『生ける屍』 : 監督田中栄三、脚本桝本清、原作レフ・トルストイ、1918年3月31日公開
- 『金色夜叉』 : 監督小口忠・田中栄三、脚本桝本清、原作尾崎紅葉、1918年4月12日公開
- 『桜の家』[5]（『桜の園』） : 監督田中栄三、脚本桝本清、原作佐藤紅緑、1918年4月15日公開
- 『涙の雨』 : 監督小口忠、脚本岩崎春禾、1918年4月30日公開
- 『続金色夜叉』 : 監督小口忠、脚本岩崎春禾、原作長田幹彦、1918年5月1日公開
- 『黒水晶』 : 監督田中栄三、脚本栗島狭衣、原作渡辺霞亭、1918年5月13日公開 - 主演
- 『乳姉妹』 : 監督田中栄三、脚本岩崎春禾、原作菊池幽芳、1918年5月17日公開
- 『兄と弟』 : 監督小口忠、脚本桝本清、1918年5月26日公開
- 『父の涙』 : 監督田中栄三、脚本桝本清、1918年6月1日公開
- 『うすき縁』[3][4]（『薄き縁』[5]） : 監督田中栄三[3][4]（小口忠[5]）、脚本鬼頭磊三、1918年6月6日公開
- 『国の誉』[3][4]（『国の誉踏切番』[5]『ひもんや美談』[3][4]『ひもんやびだん』[5]） : 監督小口忠、脚本桝本清、1918年6月18日公開
- 『夕潮』 : 監督小口忠、脚本岩崎春禾、原作長田幹彦、1918年6月18日公開
- 『侠艶録』 : 監督田中栄三、原作佐藤紅緑、1918年7月1日公開
- 『子煩悩』 : 監督田中栄三、原作伊原青々園、1918年7月18日公開
- 『月魄』 : 監督不明、1918年7月18日公開
- 『つきぬ恨』 : 監督田中栄三、脚本舟橋碧川[3]（桝本清[4][5]）、1918年8月4日公開
- 『乳屋の娘』 : 監督田中栄三、脚本遅塚麗水、1918年8月31日公開
- 『乃木将軍』（『噫、乃木将軍』） : 監督小口忠、脚本岩崎春禾、字幕北山清太郎、1918年9月1日公開
- 『女一代』 : 監督小口忠、原作柳川春葉、1918年9月15日公開
- 『新召集令』 : 監督小口忠、脚本桝本清、1918年9月30日公開
- 『恋の浮島』 : 監督不明、原作江見水蔭、1918年10月1日公開
- 『松風村雨』 : 監督田中栄三、1918年10月13日公開

- 『復活』（『カチューシャ』） : 監督田中栄三、1919年2月1日公開[5] - シモンリン[11]
- 『恋の津満子』 : 監督小口忠、脚本桝本清、1919年9月27日完成・1920年公開[12]

### 国活巣鴨撮影所
すべて製作は「国活巣鴨撮影所」、配給は「国際活映」、すべてサイレント映画である
- 『雲光の岐に』 : 監督細山喜代松、原作志波西果、1922年9月1日公開
- 『暁山の雲』 : 監督細山喜代松、原作石山千代子、1923年1月7日公開
- 『新生さぬ仲』 : 監督細山喜代松、原作森松雨、1923年1月14日公開

### マキノ等持院撮影所
すべて製作は「マキノ等持院撮影所」、配給は「マキノ映画製作所」、すべてサイレント映画である。
- 『再生』 : 監督桝本清、1923年7月3日公開 - 主演